# Auguste Barth
Pour les articles homonymes, voir Barth (homonymie).
Marie Étienne Auguste Barth, né à Strasbourg le 22 mai 1834 et mort à Paris le 15 avril 1916, est un indianiste et épigraphiste français. Connu pour son ouvrage sur Les Religions de l'Inde comme pour ses études sur les inscriptions sanskrites au Cambodge, il est l'un des fondateurs de l'École française d'Extrême-Orient.

## Biographie
Il est nommé en 1857 professeur de rhétorique et de logique au collège de Bouxwiller. Atteint d'un début de surdité, il entreprend l'étude du sanskrit, ce qui le met sur la voie d'une nouvelle vocation. Lors de l'annexion de l'Alsace par l'Allemagne en 1871, il s'établit à Genève, d'où il soumet un an plus tard à la Revue critique d'histoire et de littérature un compte rendu de l'édition du Bhâminî-Vilâsa établie par Abel Bergaigne. Enthousiasmés, les directeurs de la Revue critique le persuadent de s'établir à Paris. Dès lors, c'est essentiellement sous forme de critiques que se construit son œuvre scientifique. Il contribue ainsi au Journal des savants et, surtout, à la Revue de l'histoire des religions, pour laquelle il compose, entre 1880 et 1902, un Bulletin des religions de l'Inde.
En 1877, Frédéric Lichtenberger lui demande de rédiger pour son Encyclopédie des sciences religieuses un article sur les religions de l'Inde. Au gré d'augmentations successives, l'article se transforme en ouvrage et établit la réputation de son auteur. Son autre ouvrage majeur est le fruit de son étude des inscriptions sanskrites au Cambodge, qu'il est avec Abel Bergaigne le premier à étudier, et qui fonde l'épigraphie indochinoise. Ses travaux lui valent d'être élu membre de l'Académie des inscriptions et belles-lettres en 1893.
En 1898, en réponse au projet de Paul Doumer, alors gouverneur général de l'Indochine française, de créer une « Mission archéologique d'Indochine », il fonde avec Émile Senart et Michel Bréal l'École française d'Extrême-Orient, dont le premier établissement ouvre à Hanoï en 1900 et dont Louis Finot est le premier directeur.

## Ouvrages
- Les Religions de l'Inde (1879)
- Inscriptions sanscrites du Cambodge (1885)
- Mémoires concernant l'Asie orientale, publiés par l'Académie des inscriptions et belles-lettres sous la direction de MM. Senart, Barth, Chavannes, Cordier (3 volumes, 1913-1919)
- Quarante ans d'indianisme : œuvres de Auguste Barth, recueillies à l'occasion de son quatre-vingtième anniversaire (5 volumes, 1914-1927)

## Source biographique
- Louis Finot, « Auguste Barth » in Bulletin de l'École française d'Extrême-Orient, vol. XVI, no 5, 1916, Hanoï, 1917, p. 108-111.